# Anna van Saksenbrug
De Anna van Saksenbrug is een vaste brug in Amsterdam-West, gelegen in de Willem de Zwijgerlaan. De brug overspant de De Rijpgracht.
De in 1936 naar een ontwerp van Piet Kramer gebouwde brug is in de Amsterdamse Schoolstijl voor circa 80.000 gulden gebouwd. Hij was toen werkzaam bij de Dienst der Publieke Werken. De brug is voor Kramers doen sober van opzet, want werd aangelegd met geld uit het Werkfonds ter bestrijding van werkloosheid. Aan de andere kant is ze ruim opgezet. 
Het opvallende aan de brug zijn extra brughoofden, die aan de kant van het Westelijk Marktkanaal gebouwd zijn ten behoeve van een extra brug. Die was bestemd voor een nooit aangelegde tramlijn waarbij het niet bekend is of het tracé voor de stadstram of voor de Tramlijn Amsterdam - Zandvoort was bestemd of voor allebei. Wel wilde de gemeente Amsterdam graag de Haarlemse tram verleggen naar een oostelijker tracé omdat de met hekken afgescheiden vrije trambaan op de Admiraal de Ruijterweg in de ogen van de gemeente een groot obstakel vormde. De NZH, die een concessie had tot 1954, voelde daar echter niets voor. Op de Beltbrug en de Jan van Galenbrug werden bij de bouw tramsporen aangelegd, die later weer zijn verwijderd. Deze waren onderdeel van een mogelijke tramlijn via de Jan van Galenstraat in de richting van de Bos en Lommerweg en verder maar West (en Zandvoort). Van 1976 tot 2006 reed bus 21 over de brug en sinds 2005 bus 80. 
De brug ging anoniem door het leven en had alleen een brugnummer. Officieus had deze de naam Landlustbrug, naar een boerderij aan de Haarlemmerweg. De wijk bij de brug heet Landlust. In 2006 werd de brug vernoemd naar Anna van Saksen, de tweede echtgenote van Willem de Zwijger.

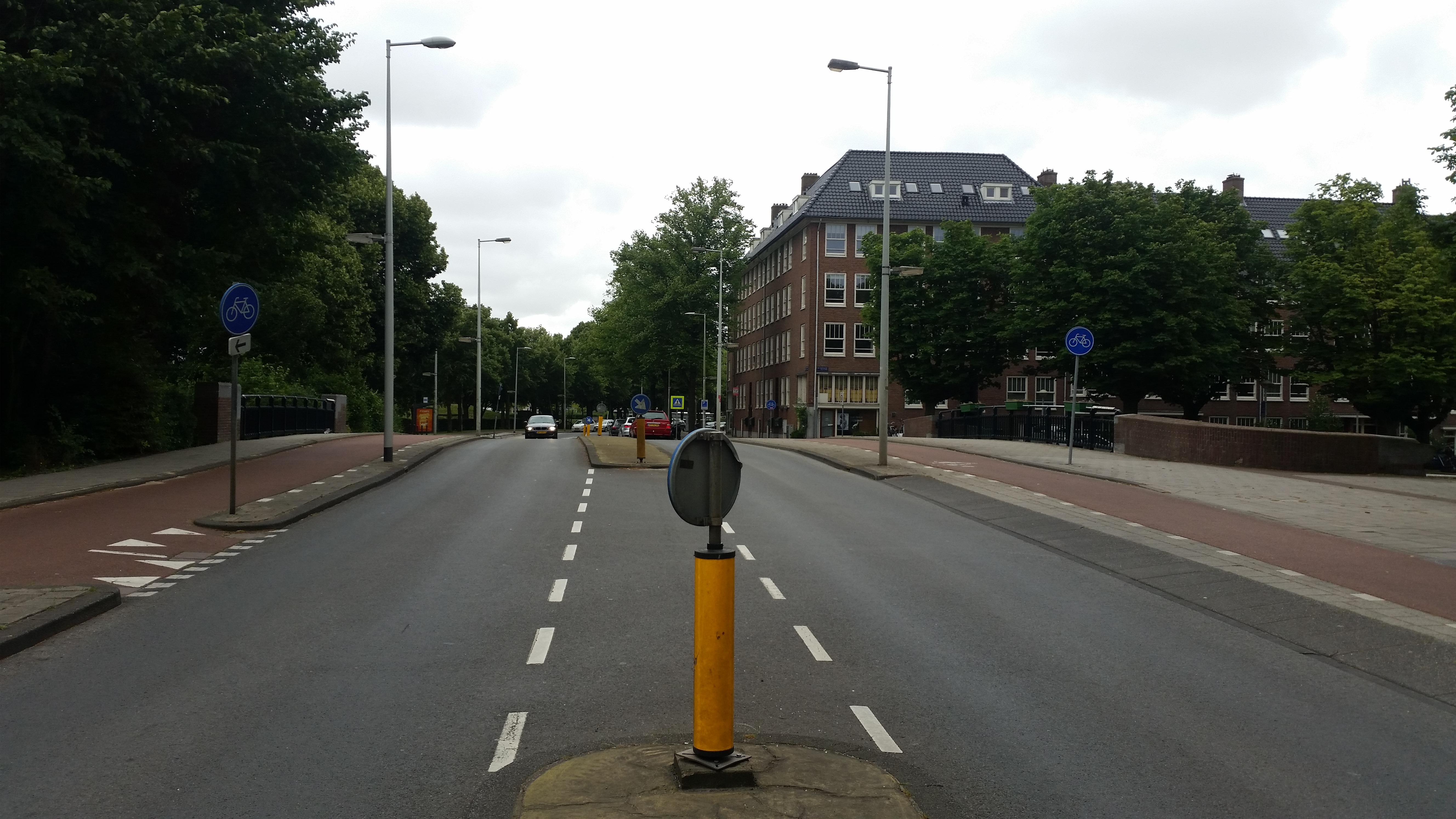
De brug vanaf de weg gezien (juni 2018)

<<< · 300 · 301 · 302 · 303 · 304 · 305 · 306 · 307 · 308 · 309 · 310 · 311 · 312 · 313 · 314 · 315 · 316 · 317 · 318 · 320 · 321 · 322 · 323 · 324 · 325 · 327 · 328 · 330 · 331 · 332 · 333 · 334 · 335 · 336 · 337 · 338 · 339 · 340 · 341 · 342 · 343 · 344 · 345 · 346 · 347 · 348 · 349 · 350 · 351 · 352 · 353 · 354 · 355 · 356 · 357 · 358 · 359 · 360 · 361 · 362 · 363 · 364 · 365 · 366 · 367 · 368 · 371 · 372 · 373 · 374 · 375 · 376 · 377 · 378 · 379 · 380 · 381 · 382 · 383 · 385 · 386 · 387 · 388 · 389 · 390 · 391 · 392 · 393 · 394 · 395 · 396 · 397 · 398 · 399 · >>>
Brugnummers 319, 326, 329 (tijdelijke duiker in de Ringspoordijk), 369, 370, 384 zijn niet (meer) vergeven.